# Riccione (stacja kolejowa)
Riccione (wł: Stazione di Riccione) – stacja kolejowa w Riccione, w regionie Emilia-Romania, we Włoszech. Znajdują się tu 3 perony. Według klasyfikacji posiada kategorię srebrną